# Nachal Adami
Nachal Adami (hebrejsky: נחל אדמי) je vádí v Dolní Galileji, v severním Izraeli.
Začíná v nadmořské výšce necelých 200 metrů, východně od vesnice Sde Ilan na severním okraji hřbetu Har Javne'el. Vádí pak směřuje k východu rychle se zahlubujícím, odlesněným korytem, jehož okolí je zemědělsky využíváno. Z jihu míjí pahorek Tel Adami. Protéká okolo pramenu Ejn Adami (עין אדמי) a lokality Chirbet Damin, která uchovává zbytky starověkého židovského osídlení, později ve středověku obývaná Araby a Drúzy. Vádí potom vstupuje do údolí Bik'at Javne'el a cca 2 kilometry severozápadně od vesnice ha-Zor'im ústí zprava do vádí Nachal Javne'el.